# Florian Schulz (Fotograf)
Florian Schulz (* 21. Dezember 1975 in Weingarten) ist ein deutscher Natur- und Umweltfotograf.

## Leben
Schulz besuchte das Gymnasium in Wilhelmsdorf in Württemberg und studierte anschließend in den Jahren von 1997 bis 2002 die Fächer Biologie und Englisch an der Universität Heidelberg. Von 2000 bis 2001 war er Austauschstudent an der UNAM in Mexiko-Stadt, der Hauptstadt Mexikos.
Seit dem Jahre 2000 ist Schulz als Tier- und Naturfotograf tätig. Seine Bilder wurden in Magazinen wie National Geographic, BBC Wildlife und GEO veröffentlicht. Durchschnittlich verbringt Schulz acht bis zehn Monate im Feld, um mit seinen Fotografieprojekten gesamte Ökosysteme zu dokumentieren. Sein letzter Auftrag führte ihn über mehrere Jahre in die Arktis, um für den IMAX Film „To The Arctic“ von Warner Brothers das Begleitbuch zu fotografieren. Schulz hat eine Vielzahl an Auszeichnungen erhalten, darunter „Umweltfotograf des Jahres“, „Naturschutzfotograf des Jahres“ sowie zahlreiche Auszeichnungen in den Wettbewerben des BBC Wildlife und des Europäischen Naturfotograf des Jahres.

## Mitgliedschaften
- 2000: North American Photography Association (NANPA).
- 2004: Gesellschaft Deutscher Tierfotografen (GDT).
- 2005: Gründungsmitglied der International League of Conservation Photographers (ILCP). Seit 2016 ist er außerdem im Board Of Directors von ILCP.

## Ausstellungen
- 2013: Florian Schulz und Olaf Otto Becker waren 2013 Vertreter Deutschlands bei der Ausstellung Peuples et Nature beim alljährlichen Fotofestival in La Gacilly in der Bretagne.[1]
- 2015: Florian Schulz: To the Arctic, Anchorage Museum, Anchorage, Alaska, USA.
- 2016: Grenzenlose Wildnis, Naturmuseum Bozen, Südtirol, Italien

## Veröffentlichungen
- Yellowstone to Yukon: A Photographic Journey. The Mountaineers Books, Seattle, Washington, USA 2005, ISBN 0-89886-989-7.
- To the Arctic. Braided River, Seattle 2011, ISBN 978-1-59485-487-3.
  - deutsch: Arktis: Ein Jahr in der Arktis. National Geographic / Gruner und Jahr, Hamburg 2012, ISBN 978-3-86690-300-5.
- Journey to the Arctic. Braided River, Seattle 2012, ISBN 978-1-59485-488-0.
- mit anderen: Jäger des Lichts: Abenteuer Naturfotografie. Knesebeck, München 2014, ISBN 978-3-86873-656-4.
- Wild Edge: Freedom to Roam. The Pacific Coast. A Photographic Journey; Einführung von Bruce Barcott, Epilog von Philippe Cousteau. Braided River, Seattle, Washington, USA 2015, ISBN 978-0-89886-773-2.
- Unterwegs in der Wildnis: Nordamerikas unberührte Westküste; Mit einem Vorwort von Art Wolfe. Knesebeck, München  2016, ISBN 978-3-86873-940-4